# 美国国家航空航天局第四组宇航员
美国国家航空航天局（NASA）的第四组宇航员，是NASA于1965年6月挑选的第四批宇航员。前三组宇航员只需要本科学历，大多数都有试飞员背景。第四组宇航员中的6位成员，都是因其学术成就而被选择的(博士学位成为必须条件，而其他宇航员的所需的最短飞行时间要求不在第四组宇航员的标准中)。6人中，只有施密特曾登月。
加里欧特、吉布森和科文曾执行过天空实验室任务，加里欧特还执行过航天飞机任务。格拉韦林和米歇尔在航空航天局担任宇航员期间没有执行过太空任务。

## 成員
- 欧文·加里欧特，物理学家（平民）
- 爱德华·吉布森，物理学家（平民）
- 杜安·格拉韦林，内科医生（平民）
- 约瑟夫·科文，内科医生（美国海军）
- 科特·米歇尔，物理学家（平民）
- 哈里森·施密特，地质学家（平民）

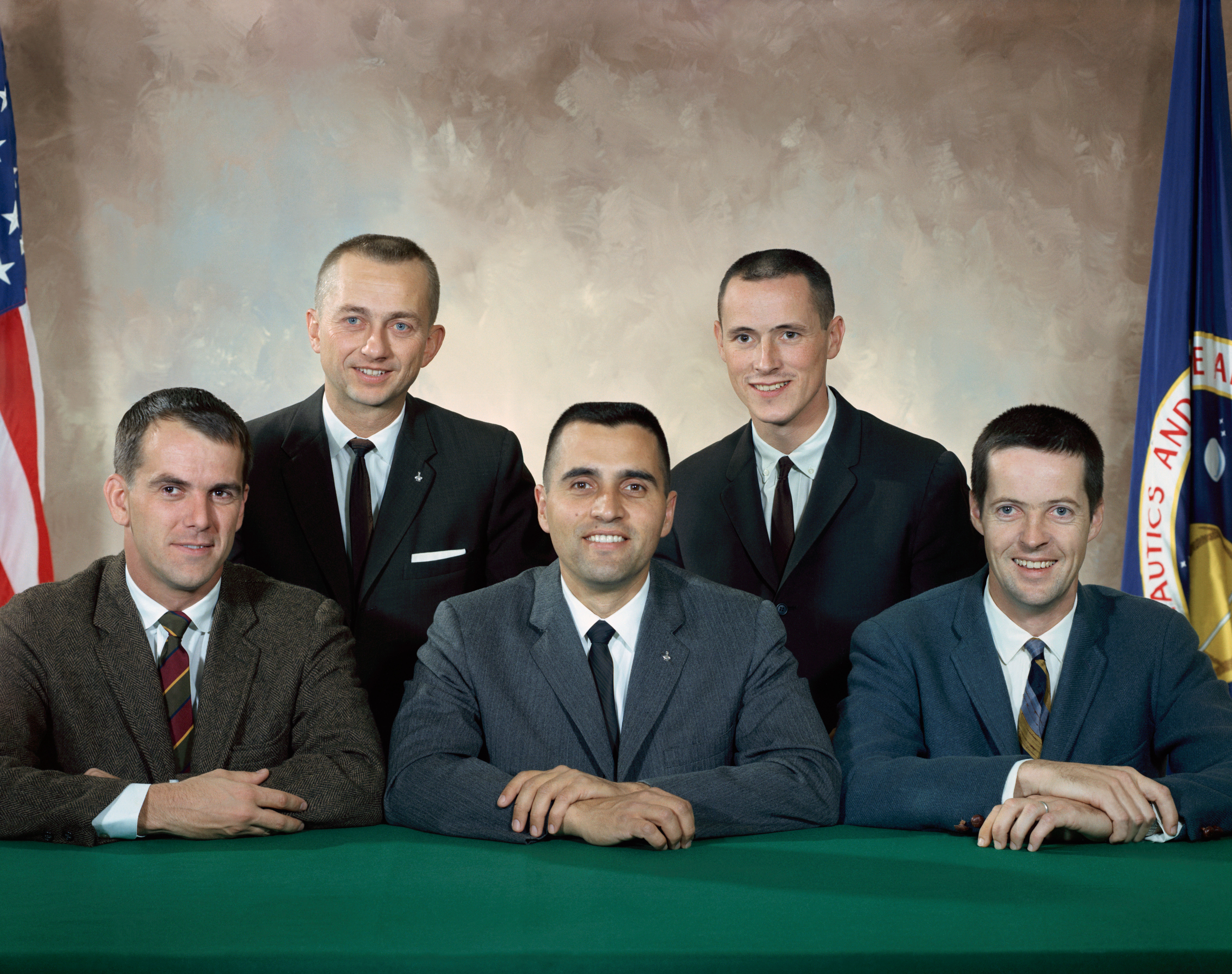
第四组宇航员成員

- 阿波罗17号登月舱驾驶员：最后一次登月任务，第12个踏上月球的人。